# Николаевка (Северодонецкий район)
Николаевка (укр. Миколаївка) — посёлок в Северодонецком районе Луганской области Украины (до упразднения Попаснянского района в 2020 году входил в его состав).
Посёлок относится к Попаснянской городской общине (до 2020 года входил во Врубовский поселковый совет).
Население по переписи 2001 года составляло 403 человека. Посёлок занимает площадь 4,906 км².

## История

### Основание
По преданиям, в середине XVIII века сотней запорожцев под командованием сотника Мантулы, в урочище Мантулиного яра, в верховьях р. Верхней Беленькой, была основана Николаевка, первоначально называвшееся Мантуловкой или Мантулиной (еще одно название, которое встречается в литературе — Вуичевка).
В 1768 году Иван Родионович Депрерадович, начальник Славяносербии, получил в этом месте ранговую дачу и значительное количество земли. Под его руководством она была заселена «народом вольным», выведенным из дозволенных мест, — из заграницы и из Польши. В декабре 1778 года Депрерадович писал к преосвященному Евгению, архиепископу Славенскому и Херсонскому, что «дворов в слободе Мантулиной 110, в них муж. 287, а жен. 238».
В дальнейшем, согласно план-карте 1797 года, земли, почти 15 тысяч десятин, от села Николаевка до села Троицкого принадлежали помещице Марии Ивановне Депрерадович, вдове Родиона (Райко) Степановича Депрерадовича. С ёё именем связано одно из наиболее громких разбирательств конца XVIII- начала XIX веков — «Дело о беглом крестьянине Колесниченко, он же Осмачка, с семейством». Согласно тексту дела, эта крестьянская семья бежала от помещицы Депрерадович в декабре 1796 году из села Николаевка Бахмутского уезда и была принята в Войске Донском в слободу Тузловку помещиком Несмеяновым. Спустя почти 4 года — 7 декабря 1800 года, помещица Депрерадович, узнав о том, что её крестьяне проживают в Тузловке, подала иск в Войско Донское в Гражданскую экспедицию и просила о возвращении крестьян со всем их имуществом в прежнее её владение. Кроме этого за приём и держание беглых крестьян требовала возместить ущерб пожилыми деньгами. Тяжба длилась почти 10 лет. Закончилось дело возвратом крестьян в село Николаевку и штрафом более 20 000 рублей.
Есть информация и о других уроженцах генеральской слободки. Именно в Николаевке родился внук Райко Депрерадовича, Николай Иванович, участник последних войн императрицы Екатерины II с турками и поляками, заговора против Павла I и всех войн против Наполеона. Он прославился в битве с французами при Аустерлице в 1805 году. Полк под командованием Н. И. Депрерадовича блестящей атакой спас гвардейскую пехоту.

### Дореволюционная Николаевка
К 1859 году в Николаевке насчитывалось уже 126 дворов. Число жителей мужского пола было 358, женского пола — 405. Большинство населения согласно переписи 1897 года указали родным языком малорусский (украинский) и были православного вероисповедания. При этом неподалёку, над Жушмой, образовалась еще одно поселение — Малая Николаевка (впоследствии переименованная в Михайловку) — из 57 дворов и 331 жителя
Основным видом деятельности в XIX веке были сельскохозяйственные работы – жители Николаевки сеяли рожь, овес, гречиху, пшеницу, ячмень и просо. В «Описи города Бахмута и его уезда» 1800 года содержится следующая характеристика местности: «грунт земли чернозем глинистой изредка каменистая, хлеб и травы родят лучшие, лес дровяной, подданные на пашне». Там же сообщается о функционировании двух мучных мельниц с рубленными амбарами.
Местные жители  разводили волов, овец, скот, коз, свиней, курей и лошадей. С конца XVIII века в селе функционировал один каменный винокуренный завод, расположение которого нанесено на карты Стрельбицкого 1868-1869 гг. Местные жители занимались рыбной ловлей на речке Беленькая, протекающей вдоль села, рядом  также располагалось три пруда. Другим промыслом была охота. Местность кишела зверьем и птицею. Здесь водились кабаны, лисы, барсуки, зайцы, фазаны и др.
Николаевка была местом проведения трёх ярмарок в год: первая — 6-го декабря в день святого Николая; вторая — 4-го июля в день Андрея Критского; и 3-я — 23-го апреля в день Георгия Победоносца. В XVIII—XIX вв. магазинов и лавок в сельской местности было очень мало, поэтому ярмарки были основной формой торговли.
В конце XVIII века, в 1782 году, была сооружена Свято-Николаевский каменная церковь, которая функционирует и в настоящее время.
Согласно карте Бахмутского уезда 1908 года и карте Бахмутского уезда Екатеринославской губернии 1915 года М. Гринера в начале XX века в Николаевке была открыта земская почтовая служба.

### Николаевка в XX веке
О Николаевке в годы двух Петроградских революций Гражданской войны практически свидетельств нет. По устным свидетельствам очевидцев, через село проходило войско батьки Махно. Скорее всего, жители могли лицезреть главного анархиста Украины осенью 1920 — летом 1921 года — во время его малоизвестного рейда на восток. Основные же события происходили в крупных городах, соседствующих рядом с селом — в Бахмуте и Лисичанске. Но в целом, для региона, было характерно лояльное отношение к большевикам. В декабре 1917- январе 1918 гг в сёлах создавались ревкомы и советы крестьянских депутатов. В апреле 1918 года местность была оккупирована немецкими войсками. В июне — декабре 1919 занята войсками Вооружённых сил Юга России, но спустя несколько месяцев вновь и окончательно была установлена Советская власть.
20-30 гг. XX века были трудные времена. Потомки Прерадовичей были изгнаны, коллективизация осуществлялась с большими усилиями, качество жизни падало. В соседнем Нырково боролись с самогоноварением, а в самой Николаевке процветало воровство. Так в газете «Всесоюзная кочегарка» сообщалось о том, что: «В ночь на 13-е мая, тремя вооруженными бандитами уведено с пастбища с. Николаевки (близ ст. Нырково) три лошади. Селяне, охраняющие пастбище, были связаны бандитами» («Всесоюзная кочегарка». № 108 от 15.05.1925. С.4.).
В газете «Донецкое село» была даже отдельная статья, под названием «Болезнь нашего села — воровство»:

«В последнее время в нашем селе особенно начало развиваться воровство. Редко проходит ночь, чтобы не быто ограбления, И все-таки, несмотря на многочисленные почти открытые ограбления, виновников до сего времени так и не удалось открыть. Воры не считаются ни с чем — тащат последний Хлеб у селянина.
В нашем селе имеется 4 ветряных мельницы. Так как тут же есть хорошо оборудованная паровая мельница, то ветряные мельницы почти не работают, а если иногда и работают, то только для помола самому беднейшему населению. И вот на-днях в одной из мельниц ночью было забрано все находящееся в мельнице для помола зерно, а на другую ночь было забрано зерно в другой мельнице. Можно было бы привести еще несколько случаев, но для представления о развывшемся воровстве в нашем селе, кажется, и вышеприведенных случаев достаточно. Необходимо кому следует принять самые решительные меры к искоренению в нашем селе воровства.

В современной украинской исторической литературе есть информация, что селище Николаевка также пострадало от Голодомора — массового голода, охватившего в 30-е гг. XX века практически всю территорию Украинской ССР. Жертвами голода в с. Николаевка в 1932—1933 гг., по официальным данным, стало 138 человек.
Сильный урон селу нанесли боевые действия в 1941—1943 гг. Николаевка впервые была оккупирована в декабре 1941 года. Бои шли с переменными успехами на протяжении более, чем две недели, но в конечном итоге советские войска вынуждены были отступать до Славяносербского района. Когда советские дивизии контратаковали, то снова дошли практически до тех мест, где ранее занимали оборону — а это с. Николаевка, ст. Венегровка, Камышеваха, Нырково, Викторовка. С января и почти до июня месяца здесь снова стоял фронт. Было огромное количество погибших и без вести пропавших. Наиболее активная фаза боев в окрестностях села вновь отмечается весной 1942 года. В Центральном архиве Министерства обороны есть данные об огромных потерях 218-й моторизированной дивизии. О характере боевых действий свидетельствуют также находки боеприпасов. Так, в октябре 2012 года в лесополосе близ села было обнаружено 27 боевых артефактов: 13 артснарядов калибра 37 и 45 мм, 6 минометных мин калибра 50 мм, 7 взрывателей, 1 ручная граната.
Село было освобождено в начале сентября 1943 года. В честь погибших защитников Отечества была установлена братская могила. Часть населения было убито, при отступлении немцами были сожжены дома, многие не вернулись с фронта.
В послевоенный период сокращение население продолжилось. Люди переезжали в разрастающиеся города Лисичанск и Северодонецк, соседней посёлок Врубовка, построенный в начале 20-x годов рядом со станцией Венгеровка и в другие более крупные и развитие поселения.Несмотря на это советской властью было решено ряд столетиями нерешенных проблем. Во-первых, была открыта восьмилетняя школа, где преподавание велось на украинском языке. Во-вторых, был организован клуб (ныне здание не сохранилось) и создана библиотека (также ликвидирована). В-третьих, население не ограничивалось ярмарками, проводимыми три раза в год, а имело свой полноценный магазин. В-четвертых, в селе был размещен фельдшерский пункт. Помимо этого, было налажено транспортное сообщение с близлежащими населенными пунктами. Эти меры позволили в значительной мере затормозить процесс «разложения».
Однако ситуация была кардинально изменена распадом Советского Союза. Был закрыт совхоз — единственное предприятие, дающее местному населению возможность получать заработную плату, не выезжая за десятки километров от дома, закрыта школа (в данный момент[когда?] дети ежедневно ездят на учебу школьным автобусом в другие села), закрыты магазины (на сегодняшний день местному населению привозят раз в две недели хлеб), а также медпункт и почтовое отделение. По данным переписи 2001 года население селища Николаевка составляла 403 человека. 87,1 % респондента родным языком обозначили украинский, 12,41 % — русский, 0,49 % — другой. Ныне же население составляет менее 100 человек, а само село с многовековой историей находится на грани исчезновения.